# Saint-André-de-Buèges
Saint-André-de-Buèges település Franciaországban, Hérault megyében. Lakosainak száma 47 fő (2022. január 1.). Saint-André-de-Buèges Brissac, Causse-de-la-Selle, Gorniès és Saint-Jean-de-Buèges községekkel határos.

## Népesség
A település népessége az elmúlt években az alábbi módon változott:
| Lakosok száma | 60   | 52   | 54   | 51   | 59   | 46   | 39   | 36   | 40   | 47   |
|               | 1968 | 1982 | 1990 | 2006 | 2013 | 2015 | 2017 | 2019 | 2020 | 2022 |